# Чертоза (Болцано)
Чертоза је насеље у Италији у округу Болцано, региону Трентино-Јужни Тирол.
Према процени из 2011. у насељу је живело 263 становника. Насеље се налази на надморској висини од 1331 м.